# Chroniques du temps de la vallée des Ghlomes

Chroniques du temps de la vallée des Ghlomes est une série de bande dessinée créée par le scénariste Christian Godard et le dessinateur Julio Ribera en 1985. Quatre volumes ont été publiés de 1985 à 1996 par divers éditeurs. Le troisième a été dessiné par Florenci Clavé.

## Publications

### Revues
1. Les Ghlomes, dans Charlie n°41-44, 1985-1986 (dessins de Julio Ribera, couleurs de Carmen Levi).

### Albums
1. Chroniques du temps de la vallée des Ghlomes, Dargaud, 1985  (ISBN 2-205-02780-8) (dessins de Julio Ribera, couleurs de Carmen Levi).
2. La Guerre des pilons, Dargaud, 1986  (ISBN 2-205-03149-X) (dessins de Julio Ribera, couleurs de Carmen Levi).
3. L'Hydre mélomane, Le Vaisseau d'Argent, 1990 (ISBN 2-87757-010-X) (dessins de Florenci Clavé, couleurs de Jean-Jacques Chagnaud).
4. La Besache en peau de fée, Soleil Productions, coll. « Soleil de nuit », 1996 (ISBN 2-87764-459-6) (dessins de Julio Ribera, couleurs de Claudine Pinet).

En 1996, Soleil a réédité les trois premiers volumes.